# 三叶草 (绘画)
《三叶草》（日语：クローバー）是日本画家立石春美的绘画作品，于1934年创作。该画作宽199（78英寸），高180（71英寸）。
《三叶草》曾于1934年在第十五届帝国美术展览会上展出，成为东京目黑雅叙园美术馆藏品；2003年，由来自夏威夷州希洛的帕特里夏·萨蒙从目黑雅叙园购得，2004年6月转交于波士顿美术馆收藏。

## 内容
画中描绘了两名女子在三叶草丛中。一名女子躺卧着，头发散开，身穿白色长裙，系着浅绿色领结，脚穿黑色皮鞋；另一名女子趴着，留黑色齐耳短发，身穿白身绀领红三本水手服，胸前系红色领巾。趴着的女孩可能与立石春美的另一幅画作《白酒图》为同一模特儿。